# 인 드림스
《인 드림스》(영어: In Dreams)는 미국에서 제작된 닐 조던 감독의 1999년 심리 스릴러 영화이다. 애넷 베닝 등이 출연하였고, 스티븐 울리 등이 제작에 참여하였다. 배리 우드의 소설 "Doll's Eyes"(1993)가 원작이다.

## 줄거리
매사추세츠주에서 항공기 조종사인 남편 폴, 8살 딸 리베카와 사는 클레어는 아동 대상 책의 삽화를 그리는 일을 한다. 클레어는 수중 도시와 어린 소녀의 살해에 대한 악몽을 꾸기 시작한다. 곧 리베카가 학예회에서 백설공주 야외 연극을 공연하던 중에 실종되고, 리베카의 시체는 호수 밑바닥에서 발견돼 건져진다.
클레어는 계속되는 꿈과 환각이 실은 리베카를 죽인 연쇄 살인범 비비언 톰프슨의 실제 행적이라고 확신하게 된다. 그러나 사건 담당 형사 잭 케이는 클레어를 진지하게 상대해주지 않는다. 클레어가 꿈에서 본 수중 도시는 저수지가 되면서 물에 잠긴 노스필드 마을로 드러난다.
심리학자 실버먼 박사는 클레어를 정신증으로 진단하고, 클레어는 정신 병원에 수용된다. 그러나 클레어는 비비언이 또 다른 소녀를 납치하는 환영을 본 뒤 탈출을 감행한다.
클레어는 호숫가에 면한 과일 공장에서 여장을 한 비비언과 대면한다. 친엄마가 저수지 바닥에 사슬로 묶어 수장하려고 시도한 적이 있는 등 어려서 심한 학대를 받은 비비언은 소녀들을 납치해 자신의 놀이 친구로 삼고 이들이 거부하면 분노해 살해하고 있었다. 클레어를 쫓아온 경찰이 출동한 가운데 비비언은 폭포의 지류에 놓인 다리까지 클레어를 뒤쫓아 갔다가 클레어와 함께 난간 너머로 떨어진다. 클레어는 익사 전에 딸과 재회하는 환영을 본다.
살아남은 비비언은 클레어가 있었던 정신 병원에 수감된다. 비비언은 클레어의 영이 보이고 천장에 피로 써진 "잘 자, 비비언"이 나타나자 비명을 지른다.

## 출연진
- 애넷 베닝
- 케이티 서고나
- 에이든 퀸
- 로버트 다우니 주니어
  - 제프리 위저
- 폴 길포일
- 켄 치즈먼
- 데니스 부치캐리스
- 스티븐 레이
- 마고 마틴데일

## 기타 제작진
- 공동 제작: 레드먼드 모리스
- 배역: 재닛 허션슨, 제인 젱킨스
- 미술: 나이절 펠프스
- 의상: 제프리 컬런드

## 사운드트랙
사운드트랙은 1999년 1월 12일 출시되었다.

## 우리말 녹음
SBS 성우진 (2002년 1월 27일)
- 장유진 - 클레어(애넷 베닝)
- 홍시호 - 비비언(로버트 다우니 주니어)
- 김관철 - 폴(에이든 퀸)
- 최옥희
- 설영범
- 이호인
- 최향윤
- 김순영
- 성완경
- 조영호